# ثقب القصبة الهوائية
ثقب القصبة الهوائية أو فتح القصبة الهوائية (بالإنجليزية: Tracheotomy)‏ (يُطلق عليها أحيانا اسم شق حنجري وهى تسمية غير دقيقة)، وهي عملية جراحية لعمل ثقب في الرقبة ينفذ إلى القصبة الهوائية ليسمح بدخول وخروج الهواء إلى داخل الرئتين لمواصلة عملية التنفس، في حالة عدم القدرة على مواصلة التنفس من خلال المسارات الهوائية الطبيعية.

## استخداماتها

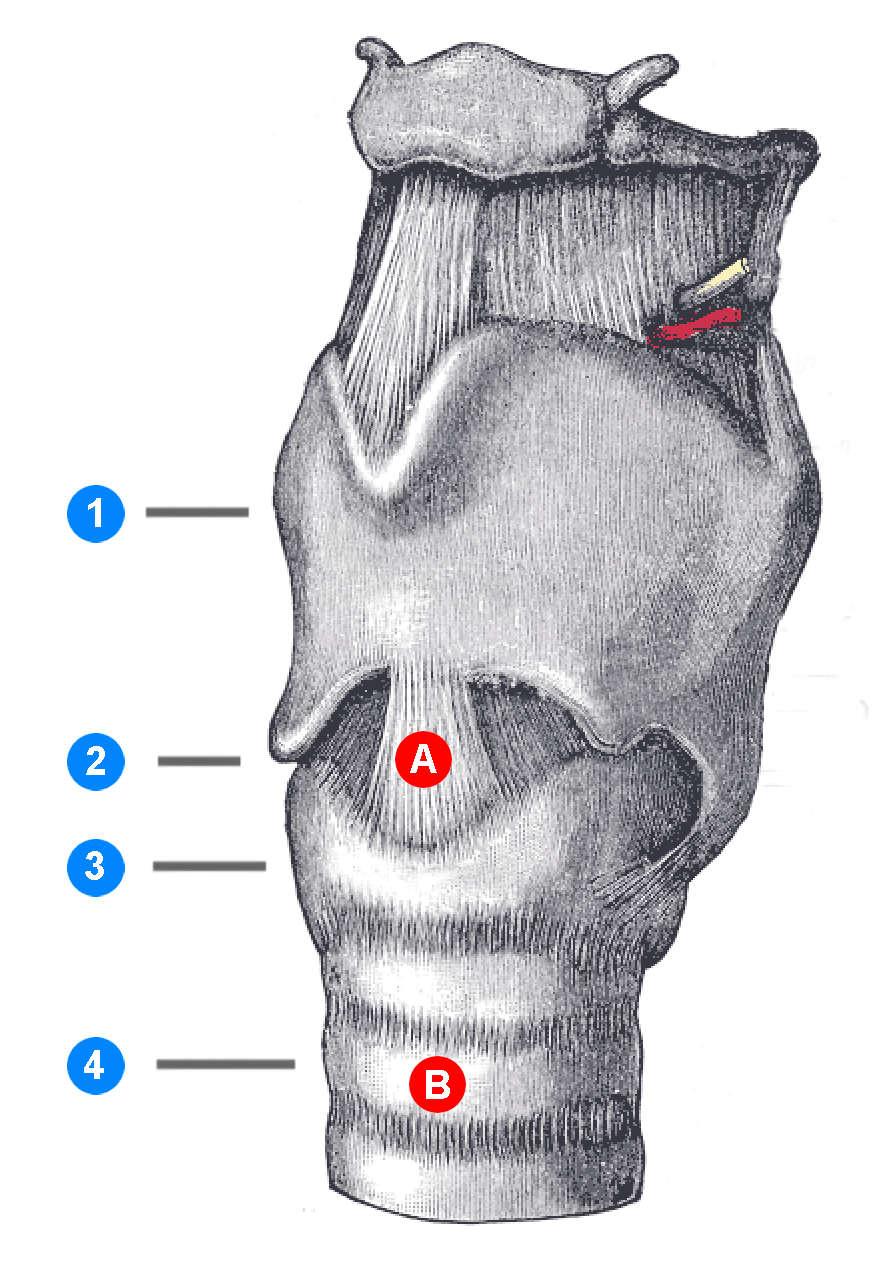
(1) الغضروف الدرقي
(2) الرباط الحلقي الدرقي
(3) الغضروف الحلقي
(4) القصبة الهوائية
(A) موضع بضع الغضروف الحلقي الدرقي (جراحة)
(B) موضع ثقب القصبة الهوائية (جراحة)

ثقب القصبة الهوائية قد يكون حتمي في حالات الطواريء، مثل:
- التهاب حاد في الحنجرة يؤدي إلى انغلاق الأحبال الصوتية.
- اختناق نتيجة لوجود جسم غريب في الحنجرة.

وقد يكون اختياري في حالات:
- الحاجة إلي تنفس اصطناعي لفترة طويلة.
- استئصال الحنجرة

## مضاعفاتها
تنقسم مضاعفات ثقب القصبة الهوائية إلى مضاعفات في الحال ومضاعفات مبكرة ومضاعفات متأخرة.
1. في الحال - إحداث ريح صدرية.
2. مبكرة - وذمة رئوية.
3. متأخرة - ضيق القصبة الهوائية.

## في الأعمال الفنية
تم إجراء عملية ثقب القصبة الهوائي في عدة أعمال فنية مثل:
- مسلسل سكرابز.

### مشاهير
من المشاهير الذين تم عمل ثقب القصبة الهوائية لهم:
- البابا يوحنا بولس الثاني في فيراير عام 2005 على اثر نوبة انفلونزا حادة أعقبها قصور بالتنفس.
- الممثلة البريطانية إليزابيث تايلور، بعد نقلها إلى المستشفى إثر التهاب رئوي.
- كاثرين زيتا جونز، وهي طفلة صغيرة إثر عدوى فيروسية.
- سائق السيارات البرازيلي إرتون سينا، بعد حادث تصادم أثناء سباق الجائزة الكبرى بسان مارينو عام 1994 (الحادث الذي توفى إثره).
- عالم الفيزياء البريطاني ستيفن هوكينغ.

## الروابط الخارجية
- كتاب التيسير في المداوة والتدبير هو مخطوطة من 1497 مما يناقش tracheotomies